# Nelo discalis
Nelo discalis är en fjärilsart som beskrevs av Walker 1854. Nelo discalis ingår i släktet Nelo och familjen mätare. Inga underarter finns listade i Catalogue of Life.